# محمود تبریزی نوری
محمود تبریزی نوری (زادهٔ ۱۳۵۴ در مشهد) دارندهٔ مدال نقرهٔ بدنسازی آسیا است. وی برادر کوچکتر حسن تبریزی نوری (قهرمان بدنسازی جهان) و علی تبریزی نوری(قهرمانِ قهرمانانِ بدنسازی جهان) و برادر بزرگتر محمدرضا تبریزی نوری (قهرمان بدنسازی معلولان جهان) است.

## زندگی‌نامه
محمود تبریزی نوری متولد ۱۳۵۴ (خورشیدی) در شهر مشهد می‌باشد. وی دارای چهار برادر و سه خواهر بوده و هم‌اکنون متأهل می‌باشد.وی در مسابقات بدن‌سازی آسیا در سال ۲۰۱۱ موفق به کسب مقام دوم گردیده است.